# Rod Blagojevich
Rod R. Blagojevich, właśc. Milorad Blagojević (ur. 10 grudnia 1956 w Chicago) – amerykański polityk serbskiego pochodzenia związany z Partią Demokratyczną.

## Życiorys
W latach 1997–2003 przez trzy dwuletnie kadencje Kongresu Stanów Zjednoczonych był przedstawicielem piątego okręgu wyborczego w stanie Illinois w Izbie Reprezentantów Stanów Zjednoczonych.
W latach 2003–2009 pełnił funkcję gubernatora stanu Illinois (wybrany w 2002 i 2006).
9 grudnia 2008 Rod Blagojevich został aresztowany przez United States Marshals Service. Prokurator i agenci federalni FBI, którzy prowadzili wieloletnie śledztwo wnikające w korupcyjne poczynania gubernatora, oświadczyli m.in., że gubernator domagał się dużych sum pieniędzy od potencjalnych kandydatów branych pod uwagę przez niego na stanowisko senatora USA jako zastępcy wakatu powstałego po rezygnacji prezydenta elekta Baracka Obamy, stanowisko ministra czy ambasadora, oraz dobrze płatnej pracy dla żony przekupującego.
Wskazanie zastępcy w takiej sytuacji leży w całkowitej gestii gubernatora stanu Illinois, który może wyznaczyć sam siebie na to stanowisko, bez potrzeby jakiegokolwiek zatwierdzania jego decyzji. Zarzuty oskarżające, ujawnione przez United States Attorney dla Dystryktu Północnego stanu Illinois, Patricka Fitzgeralda, na konferencji prasowej w Chicago, brzmią w języku angielskim: „conspiracy to commit mail fraud and wire fraud” (spisek w celu popełnienia nielegalnych transakcji za pośrednictwem usług pocztowych czy telegraficznych/telefonicznych) oraz stręczenie ofert przekupstwa.
Blagojevich został postawiony w stan oskarżenia przez Izbę Reprezentantów Illinois (zarzuty korupcji i nadużycia władzy) i usunięty ze stanowiska 29 stycznia 2009 jednogłośną decyzją senatu, który jednocześnie uchwalił zakaz pełnienia przez niego jakichkolwiek funkcji publicznych w Illinois. Blagojevich jest pierwszym gubernatorem stanowym usuniętym z urzędu od czasów Evana Mechama (republikanina z Arizony w 1988) i pierwszym w historii Illinois. Jego następcą został dotychczasowy wicegubernator Pat Quinn. Ułaskawiony przez 47. Prezydenta Stanów Zjednoczonych Donalda Trumpa w 2025 r.